# (5076) Lebedev-Kumach
(5076) Lebedev-Kumach (1973 SG4) – planetoida z pasa głównego asteroid okrążająca Słońce w ciągu 3 lat i 276 dni w średniej odległości 2,42 j.a. Została odkryta 26 września 1973 roku w Krymskim Obserwatorium Astrofizycznym w Naucznym na Półwyspie Krymskim przez Ludmiłę Czernych.